# Joseph Dalton Hooker
Sir Joseph Dalton Hooker (30. června 1817, Halesworth, hrabství Suffolk – 10. prosince 1911, Sunningdale, hrabství Berkshire) byl britský botanik a cestovatel.
Narodil se jako druhý syn botanika sira Williama Jacksona Hookera a jeho manželky Marie Sarah Turnerové, starší dcery bankéře Dawsona Turnera a švagrové historika Francise Palgravea. Projevoval velký zájem o otcovy aktivity a obdivoval cestovatele, jako byl např. James Cook, vystudoval nicméně na univerzitě v Glasgow vystudoval medicínu (doktorát obhájil roku 1839) a po absolutoriu se stal lékařem Královského námořnictva.
Účastnil se řady výzkumných cest, např. výpravy do Antarktidy s Jamesem Clarkem Rossem; při svých četných cestách navštívil Indii (odkud do své země přivezl na památku rododendrony), Tibet, Maroko, Nový Zéland, Austrálii, Falklandy, Himálaj a západní a severní Ameriku. Byl stoupencem Darwinovy evoluční teorie. Zabýval se systematickou botanikou a geografií rostlin. V krajích, jež navštívil, se věnoval poznávání a popisování nových rostlin, vytvářeje tak přírodovědné lexikony: Flóra Antarktidy (1844–1847), Flóra v Indiích (1875–1897). Spolu s Georgem Benthamem vypracoval rovněž klasifikaci rostlin Genera Plantorum (1862–1883). Pokračoval v projektu svého otce Icones Plantarum (Vyobrazení rostlin), pro který napsal jedenáctý a devatenáctý díl.
Byl ředitelem londýnské botanické zahrady (Královské botanické zahrady (Kew)) a přičinil se o její rozšíření. Observatoři na Mont – Wilson věnoval reflektor, který byl v té době největší na světě a byl na počest dárce nazván Hookerovým reflektorem.

## Manželství a potomci
V roce 1851 se oženil s Frances Harriet Henslowovou (1825–1874), dcerou Johna Stevensa Henslowa, s níž měl čtyři syny a tři dcery:
- William Henslow Hooker (1853–1942).
- Harriet Anne Hookerová (1854–1945), manžel William Turner Thiselton-Dyer.
- Charles Paget Hooker (1855–1933).
- Marie Elizabeth Hookerová (1857–1863) .
- Brian Harvey Hodgson Hooker (1860–1932).
- Reginald Hawthorn Hooker (1867–1944), politik
- Grace Ellen Hookerová (1868–1873)

Po Francesině smrti v roce 1874 se v roce 1876 znovu oženil s Hyacinth Jardineovou (1842–1921), dcerou Williama Samuela Symondse a vdovou po přírodovědci siru Williamu Jardineovi. Z tohoto manželství vzešli dva synové:
- Joseph Symonds Hooker (1877–1940).
- Richard Symonds Hooker (1885–1950).

## Smrt a místo posledního odpočinku
Zemřel ve spánku 10. prosince roku 1911. Děkan a kapitula Westminsterské katedrály nabídli pro místo jeho posledního odpočinku hrobku v lodi katedrály, vdova Hyacinth však rozhodla, aby byl podle svého přání uložen po boku svého otce na hřbitově sv. Anny v Kew Green, v blízkosti Královských botanických zahrad, jejichž současná podoba je z velké části i jeho dílem.